# J'attends quelqu'un
Pour plus de détails, voir Fiche technique et Distribution.
J'attends quelqu'un est le troisième film réalisé par Jérôme Bonnell, sorti en 2007.

## Synopsis
Louis est un patron de café de la grande banlieue parisienne, divorcé, qui entretient une relation hebdomadaire avec Sabine, une jeune qui a choisi de se prostituer. Sa sœur Agnès est une institutrice mariée à un journaliste dont le travail semble peser sur la vie intime du couple, qui semble s'étioler après quelques années de mariage et l'absence d'enfant. Stéphane est un jeune homme qui revient, un peu perdu, dans sa ville d'origine portant un secret sur son passé. Les histoires de ces trois personnes seules et dans l'attente d'une relation affective vont se croiser.

## Fiche technique
- Titre : J'attends quelqu'un
- Réalisation : Jérôme Bonnell
- Scénario : Jérôme Bonnell
- Production : Anne-Dominique Toussaint
- Photographie : Pascal Lagriffoul
- Son : Laurent Benaïm
- Montage : Camille Cotte
- Décors : Anne Bachala
- Costumes : Carole Gérard
- Pays d'origine :  France
- Langue : français
- Format : couleur - 35 mm
- Genre : comédie dramatique
- Durée : 92 minutes
- Dates de sortie : 
  -  France : 21 mars 2007

## Distribution
- Jean-Pierre Darroussin : Louis
- Emmanuelle Devos : Agnès
- Éric Caravaca : Jean-Philippe
- Florence Loiret Caille : Sabine
- Sylvain Dieuaide : Stéphane
- Marc Citti : Bouchardon
- Sabrina Ouazani : Farida
- Nathalie Boutefeu : La femme aux chiens blancs
- Yannick Choirat : Tony
- Jocelyne Desverchère : Rosalie
- Mireille Franchino : La mère d'Agnès et de Jean-Philippe
- Francis Leplay : Rémi